# Motor electric de curent alternativ
Motorul electric de curent alternativ este un motor electric care funcționează alimentat cu energie direct de la surse electrice de curent alternativ. Acest tip de motor poate fi construit în două variante funcționale:
1. Motoare cu funcționare în regim asincron (cel mai frecvent utilizate)
2. Motoare cu funcționare în regim sincron.